# Cañita (Panamá)
Cañita corregimiento del distrito de Chepo en la provincia de Panamá, República de Panamá. La localidad tiene 2.514 habitantes (2010).